# Coupe d'Europe des nations d'athlétisme 1965
Navigation
CE des nations 1967
La 1re coupe d'Europe des nations d'athlétisme Bruno-Zauli s'est déroulée en République fédérale d'Allemagne, à Stuttgart les 11 et 12 septembre 1965 pour l'épreuve masculine et à Cassel le 19 septembre 1965 pour l'épreuve féminine.
L'Union soviétique s'est imposée dans les deux compétitions.

## Faits marquants
Les 11 et 12 septembre, entre les six nations qualifiées pour la finale masculine, sur une piste en cendrée, se déroula la 1re Coupe d'Europe. Elle se caractérisa par une lutte au couteau entre l'URSS et la République fédérale d'Allemagne, devant une foule de spectateurs : 40 000 (pour la plus grande part allemands) le premier jour et 35 000 le second (en raison de la pluie). Peu de temps auparavant, l'URSS venait de battre les États-Unis à Kiev et était donc favorite. Elle était alors entraînée par Gavriil Korobkov. Mais à Stuttgart, la Stimmung (atmosphère) penchait nettement du côté allemand et ressemblait à celle d'un stade de football. Les Allemands de l'Ouest durent néanmoins céder, pour un seul point, la première Coupe aux Soviétiques (86 points à 85).

## Classement
| Place | Pays                 | Points |
| ----- | -------------------- | ------ |
| 1     | Union soviétique     | 86     |
| 2     | Allemagne de l'Ouest | 85     |
| 3     | Pologne              | 69     |
| 4     | Allemagne de l'Est   | 69     |
| 5     | France               | 60     |
| 6     | Royaume-Uni          | 48     |

| Place | Pays                 | Points |
| ----- | -------------------- | ------ |
| 1     | Union soviétique     | 56     |
| 2     | Allemagne de l'Est   | 42     |
| 3     | Pologne              | 38     |
| 4     | Allemagne de l'Ouest | 37     |
| 5     | Hongrie              | 32     |
| 6     | Pays-Bas             | 26     |

## Résultats

### Hommes
| Épreuve | Or                                                                                | Or            | Argent                                                                              | Argent        | Bronze                                                                               | Bronze             |
| --- | --------------------------------------------------------------------------------- | ------------- | ----------------------------------------------------------------------------------- | ------------- | ------------------------------------------------------------------------------------ | ------------------ |
| 100 m (Vent : -1,1 m/s) | Marian Dudziak POL                                                                | 10 s 3        | Manfred Knickenberg FRG                                                             | 10 s 4        | Heinz Erbstösser GDR                                                                 | 10 s 5             |
| 200 m (Wind: 2,9 m/s) | Josef Schwarz FRG                                                                 | 21 s 1 (w)    | Heinz Erbstösser GDR                                                                | 21 s 2 (w)    | Jocelyn Delecour FRA                                                                 | 21 s 2 (w)         |
| 400 m | Andrzej Badeński POL                                                              | 45 s 9        | Manfred Kinder FRG                                                                  | 46 s 6        | Joachim Both GDR                                                                     | 47 s 1             |
| 800 m | Franz-Josef Kemper FRG                                                            | 1 min 50 s 3  | Jürgen May GDR                                                                      | 1 min 50 s 3  | Chris Carter GBR                                                                     | 1 min 50 s 6       |
| 1 500 m | Bodo Tümmler FRG                                                                  | 3 min 47 s 4  | Jean Wadoux FRA                                                                     | 3 min 48 s 0  | Jürgen May GDR                                                                       | 3 min 48 s 3       |
| 5 000 m | Harald Norpoth FRG                                                                | 14 min 18 s 0 | Witold Baran POL                                                                    | 14 min 20 s 0 | Derek Graham GBR                                                                     | 14 min 20 s 4      |
| 10 000 m | Nikolay Dutov URS                                                                 | 28 min 42 s 2 | Lutz Philipp FRG                                                                    | 28 min 44 s 8 | Kazimierz Zimny POL                                                                  | 28 min 46 s 0 (NR) |
| 3 000 m steeple | Viktor Kudinskiy URS                                                              | 8 min 41 s 0  | Maurice Herriott GBR                                                                | 8 min 42 s 2  | Edward Szklarczyk POL                                                                | 8 min 42 s 8       |
| 110 m haies (Vent : -1,7 m/s) | Anatoliy Mikhailov URS                                                            | 13 s 9        | Marcel Duriez FRA                                                                   | 14 s 0        | Mike Parker GBR                                                                      | 14 s 5             |
| 400 m haies | Robert Poirier FRA                                                                | 50 s 8        | John Cooper GBR                                                                     | 50 s 9        | Rainer Schubert FRG                                                                  | 51 s 9             |
| 4 × 100 m | Union soviétique Edvin Ozolin Amin Tuyakov Boris Savchuk Nikolay Politiko         | 39 s 4        | Pologne Andrzej Zieliński Wiesław Maniak Edward Romanowski Marian Dudziak           | 39 s 5        | Allemagne de l'Ouest Hartmurt Wilke Gert Metz Dieter Enderlein Fritz Obersiebrasse   | 39 s 5 (NR)        |
| 4 × 400 m | Allemagne de l'Ouest Werner Thiemann Jens Ulbricht Hans Reinermann Manfred Kinder | 3 min 08 s 3  | Pologne Stanisław Grędziński Wojciech Lipoński Sławomir Nowakowski Andrzej Badeński | 3 min 08 s 7  | Union soviétique Imants Kuklich Viktor Bychkov Vasily Anisimov (en) Vadim Arkhipchuk | 3 min 09 s 0       |
| Saut en hauteur | Valeriy Brumel URS                                                                | 2,15 m        | Wolfgang Schillkowski FRG                                                           | 2,09 m        | Edward Czernik POL                                                                   | 2,07 m             |
| Saut à la perche | Wolfgang Nordwig GDR                                                              | 5,00 m        | Klaus Lehnertz FRG                                                                  | 4,80 m        | Gennadiy Bliznetsov URS                                                              | 4,80 m             |
| Saut en longueur | Igor Ter-Ovanesyan URS                                                            | 7,87 m        | Jean Cochard FRA                                                                    | 7,54 m        | Hans-Helmut Trense FRG                                                               | 7,52 m             |
| Triple saut | Hans-Jürgen Rückborn GDR                                                          | 16,51 m (NR)  | Aleksandr Zolotaryov URS                                                            | 16,41 m       | Józef Szmidt POL                                                                     | 16,41 m            |
| Lancer du poids | Nikolay Karasyov URS                                                              | 19,19 m       | Alfred Sosgórnik POL                                                                | 18,38 m       | Pierre Colnard FRA                                                                   | 18,04 m (NR)       |
| Lancer du disque | Zenon Begier POL                                                                  | 58,92 m       | Fritz Kühl GDR                                                                      | 55,92 m       | Kim Bukhantsev URS                                                                   | 55,00 m            |
| Lancer du marteau | Romuald Klim URS                                                                  | 67,70 m       | Uwe Beyer FRG                                                                       | 67,28 m       | Martin Lotz GDR                                                                      | 65,46 m            |
| Lancer du javelot | Jānis Lūsis URS                                                                   | 82,56 m       | Janusz Sidło POL                                                                    | 81,18 m       | Manfred Stolle GDR                                                                   | 79,98 m            |
| Records et Performances - AR : Record continental (area record) - CR : Record des championnats (championship record) - MR : Record du meeting (meet record) - NR : Record national (national record) - OR : Record olympique (olympic record) - PR : Record paralympique (paralympic record) - PB : Record personnel (personal best) - SB : Meilleure performance personnelle de la saison (season's best) - WL : Meilleure performance mondiale de l'année (world leader) - WJR : Record du monde junior (world junior record) - WR : Record du monde (world record) Circonstances et Conditions - DNF : N'a pas terminé (did not finish) - DNS : N'a pas pris le départ (did not start) - DQ : Disqualification (disqualification) - NM : Aucun essai valable enregistré (No Mark) - Q : Qualifié « directement » au prochain tour (ou à la prochaine compétition), lors d'une compétition majeure, grâce au classement ou à la réalisation des minima (automatic qualifier) - q : Qualifié au prochain tour (ou à la prochaine compétition), lors d'une compétition majeure, grâce au repêchage ou à la réalisation de l'une des meilleures performances parmi celles des « non qualifiés directement » (grâce au meilleur temps ou à la meilleure distance par exemple) (secondary qualifier) |                                                                                   |               |                                                                                     |               |                                                                                      |                    |

### Femmes
| Épreuve | Or                                                                        | Or           | Argent                                                                               | Argent       | Bronze                                                                  | Bronze       |
| --- | ------------------------------------------------------------------------- | ------------ | ------------------------------------------------------------------------------------ | ------------ | ----------------------------------------------------------------------- | ------------ |
| 100 m (Vent : 0.5 m/s) | Ewa Kłobukowska POL                                                       | 11 s 3       | Erika Pollmann FRG                                                                   | 11 s 6       | Galina Mitrokhina URS                                                   | 11.6         |
| 200 m | Ewa Kłobukowska POL                                                       | 23 s 0       | Ingrid Becker FRG                                                                    | 24 s 0       | Vera Popkova URS                                                        | 24 s 1       |
| 400 m | Mariya Itkina URS                                                         | 54 s 0       | Hilde Slaman NED                                                                     | 54 s 6       | Gertrud Schmidt GDR                                                     | 54 s 9       |
| 800 m | Hannelore Suppe GDR                                                       | 2 min 04 s 3 | Ilja Laman NED                                                                       | 2 min 04 s 6 | Antje Gleichfeld FRG                                                    | 2 min 04 s 7 |
| 80 m haies (Vent : +1,7 m/s) | Irina Press URS                                                           | 10 s 4 WR    | Gundula Diel GDR                                                                     | 10 s 5       | Inge Schell FRG                                                         | 10 s 6 (NR)  |
| 4 × 100 m | Pologne Teresa Ciepły Elżbieta Kolejwa Irena Kirszenstein Ewa Kłobukowska | 44 s 9       | Union soviétique Galina Mitrokhina Vera Popkova Ludmila Samotesova Tatyana Talysheva | 45 s 2       | Allemagne de l'Est Angela Höhme Ingrid Tiedtke Ursula Böhm Gundula Diel | 45 s 7       |
| Saut en hauteur | Taïsiya Chenchyk URS                                                      | 1,70 m       | Karin Rüger GDR                                                                      | 1,70 m       | Jarosława Bieda POL                                                     | 1,64 m       |
| Saut en longueur | Tatyana Shchelkanova URS                                                  | 6,68 m (w)   | Irena Kirszenstein POL                                                               | 6,34 m (w)   | Helga Hoffmann FRG                                                      | 6,30 m (w)   |
| Lancer du poids | Tamara Press URS                                                          | 18,59 m WR   | Renate Garisch GDR                                                                   | 16,96 m      | Gertrud Schäfer FRG                                                     | 16,18 m      |
| Lancer du disque | Jolán Kleiber HUN                                                         | 56,75 m      | Tamara Press URS                                                                     | 54,83 m      | Ingrid Lotz GDR                                                         | 53,89 m      |
| Lancer du javelot | Yelena Gorchakova URS                                                     | 58,49 m      | Márta Rudas HUN                                                                      | 55,79 m      | Anneliese Gerhards FRG                                                  | 53,00 m      |
| Records et Performances - AR : Record continental (area record) - CR : Record des championnats (championship record) - MR : Record du meeting (meet record) - NR : Record national (national record) - OR : Record olympique (olympic record) - PR : Record paralympique (paralympic record) - PB : Record personnel (personal best) - SB : Meilleure performance personnelle de la saison (season's best) - WL : Meilleure performance mondiale de l'année (world leader) - WJR : Record du monde junior (world junior record) - WR : Record du monde (world record) Circonstances et Conditions - DNF : N'a pas terminé (did not finish) - DNS : N'a pas pris le départ (did not start) - DQ : Disqualification (disqualification) - NM : Aucun essai valable enregistré (No Mark) - Q : Qualifié « directement » au prochain tour (ou à la prochaine compétition), lors d'une compétition majeure, grâce au classement ou à la réalisation des minima (automatic qualifier) - q : Qualifié au prochain tour (ou à la prochaine compétition), lors d'une compétition majeure, grâce au repêchage ou à la réalisation de l'une des meilleures performances parmi celles des « non qualifiés directement » (grâce au meilleur temps ou à la meilleure distance par exemple) (secondary qualifier) |                                                                           |              |                                                                                      |              |                                                                         |              |

## Demi-finales

### Hommes
Les trois demi-finales, qualificatives pour la finale (les deux premières équipes), se sont déroulées le 22 août 1965 à Rome, Zagreb et Oslo.
| Place | Pays                 | Points |
| ----- | -------------------- | ------ |
| 1     | Allemagne de l'Ouest | 96     |
| 2     | Pologne              | 85     |
| 3     | Tchécoslovaquie      | 81     |
| 4     | Italie               | 67     |
| 5     | Bulgarie             | 45     |
|       | Suisse               | 45     |

| Place | Pays               | Points |
| ----- | ------------------ | ------ |
| 1     | Allemagne de l'Est | 90     |
| 2     | Royaume-Uni        | 89     |
| 3     | Suède              | 81     |
| 4     | Roumanie           | 66     |
| 5     | Yougoslavie        | 52     |
| 6     | Pays-Bas           | 41     |

| Place | Pays             | Points |
| ----- | ---------------- | ------ |
| 1     | Union soviétique | 94     |
| 2     | France           | 92     |
| 3     | Hongrie          | 72     |
| 4     | Finlande         | 64     |
| 5     | Norvège          | 51     |
| 6     | Belgique         | 41     |

### Femmes
Les trois demi-finales, qualificatives pour la finale (les deux premières équipes), se sont déroulées le 22 août 1965 à Constanța, Fontainebleau et Leipzig.
| Place | Pays                 | Points |
| ----- | -------------------- | ------ |
| 1     | Union soviétique     | 53     |
| 2     | Allemagne de l'Ouest | 53     |
| 3     | Roumanie             | 49,5   |
| 4     | Yougoslavie          | 25,5   |
| 5     | Norvège              | 25     |
|       | Autriche             | 24     |

| Place | Pays        | Points |
| ----- | ----------- | ------ |
| 1     | Hongrie     | 50     |
| 2     | Pays-Bas    | 47     |
| 3     | Royaume-Uni | 46     |
| 4     | France      | 38     |
| 5     | Bulgarie    | 33     |
| 6     | Belgique    | 14     |

| Place | Pays               | Points |
| ----- | ------------------ | ------ |
| 1     | Allemagne de l'Est | 58     |
| 2     | Pologne            | 56     |
| 3     | Tchécoslovaquie    | 39     |
| 4     | Suède              | 30     |
| 5     | Italie             | 24     |
| 6     | Danemark           | 23     |

## Tour préliminaire
Deux tours préliminaires ont été nécessaires chez les hommes, les 26 et 27 juin 1965, un à Vienne (Autriche), l'autre à Enschede (Pays-Bas).
| Place | Pays       | Points |
| ----- | ---------- | ------ |
| 1     | Suisse     | 62     |
| 2     | Autriche   | 61     |
| 3     | Grèce      | 47     |
| 4     | Luxembourg | 27     |

| Place | Pays     | Points |
| ----- | -------- | ------ |
| 1     | Pays-Bas | 60     |
| 2     | Espagne  | 58     |
| 3     | Danemark | 49     |
| 4     | Portugal | 33     |